# Фрайхеррина
Фрайхеррина — жена или дочь фрайхерра. Скандинавский аналог титула «баронесса».

## В Швеции
Рыцарский дом Швеции считает, что дочь фрайхерра наследует его титул, но не может в свою очередь передать его по наследству. Титул принадлежит как девочкам, ещё не вышедшим замуж, так и замужним женщинам Он также может использоваться овдовевшей женой фрайхерра (но не разведённой, даже если она сохранила фамилию своего мужа).
В Швеции, как правило, фрайхерра именуют «бароном», но его жену при этом — фрайхерриной.
В дворянском календаре дочери баронов также часто именуются «фрайхерринами», но Рыцарский дом полагает, что их следует выделять и титуловать «урождёнными фрайхерринами».